# Danylo Apoštol
Danylo Apoštol (ukrajinsky Данило Апостол; rusky Данила Апостол; rumunsky Dănilă Apostol, 1654–1734) byl vojevůdce a hejtman záporožských kozáků v letech 1727 až 1734.

## Život

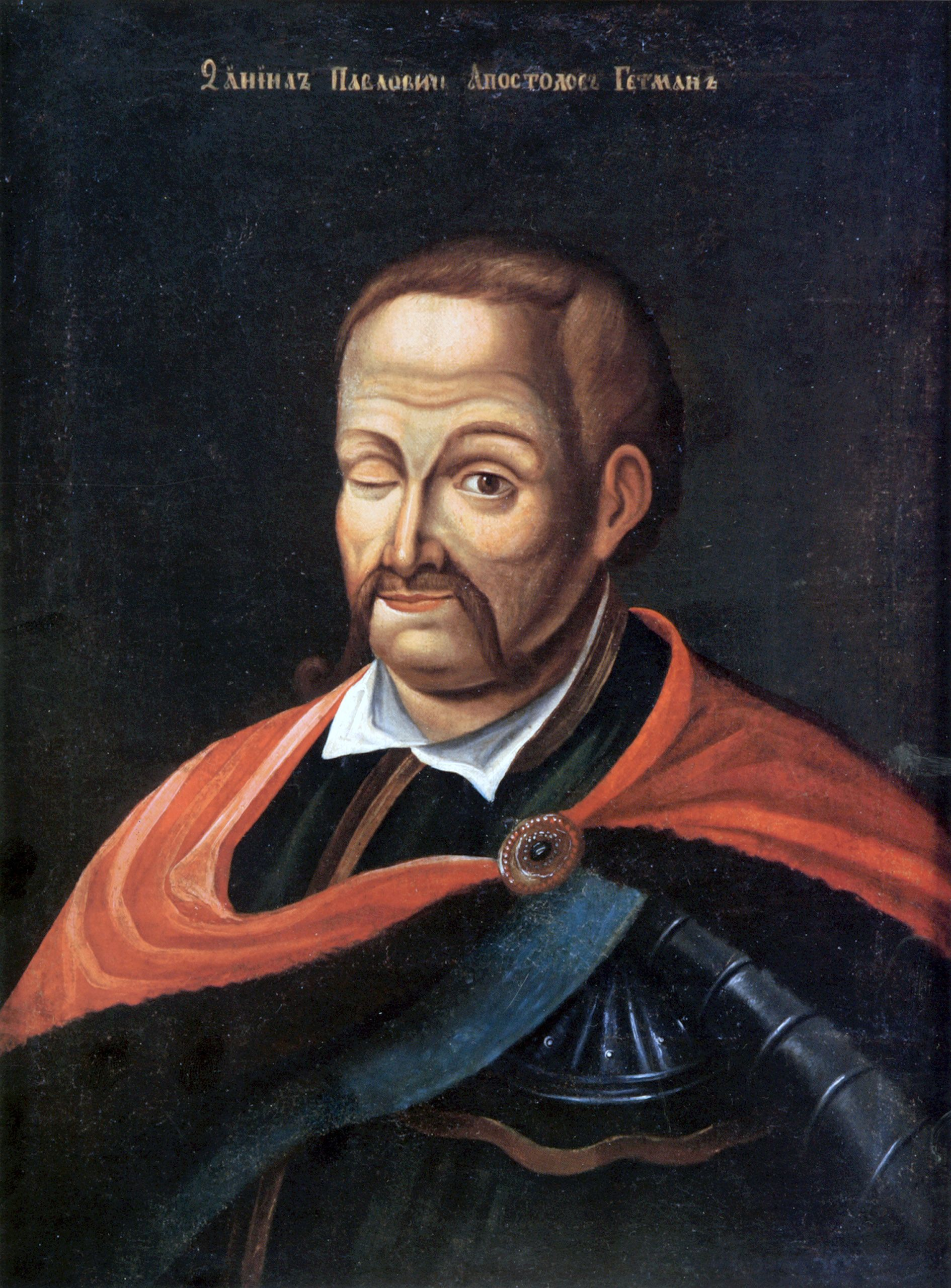
Hejtman Danylo Apoštol

Erb Danyla Apoštola

Danylo Apoštol, narozený v kozácké rodině moldavského původu, byl významným vojevůdcem, plukovníkem Myrhorodského pluku a zúčastnil se ruských tažení proti Osmanské říši a Krymskému chanátu. Bojoval v severní válce v letech 1701-1705 proti Švédům v Livonsku a v Polsko-litevské unii. V roce 1708 se však nakrátko připojil k hejtmanovi Ivanovi Mazepovi, který bojoval na straně Karla XII. Švédského proti Petrovi I. Velikému. Později Danylo Apoštol znovu změnil stranu a bojoval po boku ruské armády, přičemž se vyznamenal v bitvě u Poltavy. V roce 1722 vedl kozácké jednotky během rusko-perské války, kterou se Rusko snažilo podpořit svoji expanzi do oblastí okolo Kaspického moře. Během této války byl Danylo Apoštol zajat a vězněn v pevnosti Derbent. Přišel zde o oko, pročež získal přezdívku „slepý hejtman“.
Mezi lety 1723 a 1725 byl Danylo Apoštol obviněn z účasti na údajném spiknutí hejtmana Pavla Polubotoka a byl podezírán z velezrady Kateřinou I. V roce 1727 byl Apostol zvolen za hejtmana levobřežní Ukrajiny. Během jeho vlády ukrajinská a kozácká šlechta výrazně zbohatla, avšak současně byla stále více ovládána Ruskou říší. Danylo Apoštol zemřel v roce 1734 a nový hejtman nebyl zvolen až do roku 1750.
Danylův vnuk Jáchym A. Gorlenko (1705–1754), syn jeho dcery Marie, se stal popem ruské pravoslavné církve, přijal jméno Joasaf z Bělgorodu a roku 1911 byl svatořečen.